# Jezioro Myśliwskie
Jezioro Myśliwskie – jezioro na Pojezierzu Dobiegniewskim, położone w województwie zachodniopomorskim, w powiecie choszczeńskim, w gminie Bierzwnik o powierzchni 7,61 ha. Jezioro Myśliwskie ma wydłużony kształt w kierunku północno-zachodnim. 
Zbiornik znajduje się w zlewni Mierzęckiej Strugi, na południowy wschód od wsi Bierzwnik.